# وازنبرگ
شهر وازنبرگ (به آلمانی: Wassenberg) در ایالت نوردراین-وستفالن در کشور آلمان واقع شده‌است.